# Vício em pornografia

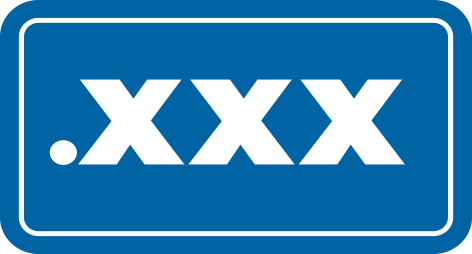
A sigla XXX está associada à conteúdo pornográfico.

Vício em pornografia tem sido descrito como um vício comportamental, caracterizado por compulsão, uso repetido de material pornográfico até causar consequências negativas físicas, mentais, sociais, e/ou para o bem-estar financeiro do usuário. Porém, a existência do vício em pornografia tem sido acaloradamente contestada por cientistas e profissionais da saúde. Atualmente, não há diagnóstico de vício em pornografia no Manual Diagnóstico e Estatístico de Transtornos Mentais (DSM). O vício em pornografia na internet também é uma forma de vício em sexo virtual. 
A visualização de pornografia problemática na Internet é associada a casos de pessoas que, devido a razões pessoais ou sociais, passam um tempo excessivo vendo pornografia na internet ao invés de estar interagindo com outras pessoas. Indivíduos podem relatar depressão, isolação social, perda de emprego, queda de produtividade, ou más consequências financeiras como um resultado da diminuição de sua vida social causada pela pornografia na internet.

## Prevalência
A maioria dos estudos de prevalência de vício em pornografia na internet usam amostras convenientes de pessoas. As estimativas com amostras de representação nacional colocam 5% da população com tendo esse problema. Um dos estudos com amostras de pessoas sugerem que 17% das pessoas que veem pornografia na internet têm traços de compulsão sexual. Numa pesquisa, de 20-60% de uma amostra de estudantes universitários tem achado que a pornografia pode causar consequências negativas para um usuário Estudos mostram que de 1.5 à 8.2% dos americanos e europeus têm algum distúrbio com o uso da internet. Usuários de pornografia na internet são incluídos em usuários de internet, e a pornografia na internet tem sido citada como a atividade da internet que gera mais compulsão e distúrbios mentais.

## Classificação como um vício
A classificação de estímulos sexuais visuais como um vício é fortemente contestada. O atual dicionário de saúde mental (DSM-5) inclui uma nova seção para vícios comportamentais, mas coloca apenas um distúrbio: vício em jogos de azar. Outros vícios comportamentais foram incluídos em "condições para mais estudos". Vício em pornografia não é diagnosticado atualmente e foi especificamente rejeitado pela mais recente revisão do DSM. Psiquiatras citam a falta de pesquisas de suporte como razão para, nos dias atuais, refutarem a ideia.
Em 2011, a Sociedade Americana de Medicina de Vícios (American Society of Addiction Medicine - ASAM) publicou uma definição de vício que, pela primeira vez, o estabeleceu como busca patológica por qualquer tipo de recompensa externa, e não apenas como dependência de substâncias. Esta definição é muito controversa, visto que abrange grande quantidade de tipos de vício. Vício em pornografia não é explicitamente incluído. Em vez disso, a ASAM usa a frase "vício sexual comportamental".
A categorização de vício em pornografia como um distúrbio viciante, mais do que uma simples compulsão, ainda é bastante contestada, principalmente por neurocientistas.
Contudo, Dr. Richard Krueger, membro do grupo de trabalho do DSM-5 (Distúrbios Sexuais e de Identidade de Gênero) um professor clínico e associado de psiquiatria na Universidade de Colúmbia de Médicos e Cirurgiões, alegou estar com dúvida se o vício em pornografia era mesmo real e se merecia atenção o suficiente para ser reconhecido como uma doença mental pelo DSM. Krueger relatou também que "A maioria das pessoas devem fazer isso e provavelmente não se torna um problema" e reconheceu que ainda não há evidências acadêmicas para considerá-lo um distúrbio mental.

## Sintomas e diagnósticos
Critérios de diagnósticos aceitos para o vício em pornografia ou para a visualização problemátical ainda não existem. O único critério de diagnóstico no atual Manual Diagnóstico e Estatístico para Transtornos Mentais é para jogadores compulsivos e os diagnósticos são muito similares com aqueles para abuso e dependência de substâncias, tal como preocupações com o uso/comportamento, pouca capacidade para controlar o uso/comportamento, desenvolvimento de tolerância, crises de abstinência, e consequências sociais negativas. Este critério de diagnóstico também tem sido proposto para outros vícios comportamentais, e esses são usualmente baseados nos diagnósticos estabelecidos para usuários e dependentes de substâncias.
Um diagnóstico proposto para distúrbios sexuais incluem como um subtipo, a pornografia. Ele inclui critérios como o tempo gasto com atividades sexuais que faz evitar as obrigações, repetição constante da atividade sexual quando se tem estresse, repetitivas tentativas de reduzir ou parar com  esse comportamento, e aflição ou prejuízos na vida do indivíduo. Um estudo sobre a visualização problemática de pornografia na internet usou como critério de diagnóstico ver pornografia mais de três vezes por semana durante algumas semanas, e a visualização causando dificuldades na vida. Algumas pessoas têm apontado que o uso de pornografia pode levar à disfunção erétil, mas isso ainda não foi demonstrado por pesquisas.

### Efeito na Religião
Um estudo de 2014 identificou uma conexão entre assuntos de crenças religiosas e as suas percepções sobre o vício em pornografia. O chefe e autor do estudo é doutor em psicologia e estudante Joshua Grubbs, da Case Western Reserve University; o estudo é intitulado: Transgression as Addiction: Religiosity and Moral Disapproval as Predictors of Perceived Addiction to Pornography (Transgressão como vício: Desaprovação Religiosa e Moral como Preditores do Reconhecido Vício em Pornografia) e foi publicado no jornal Arquives of Sexual Behavior (Arquivos do Comportamento Sexual). Um dos achados do estudo é que os resultados fortemente indicam uma predileção nas pessoas religiosas para acreditarem que eles estão viciados em pornografia, independentemente do quanto eles assistem ou se isto impacta negativamente suas vidas.

## Efeitos da pornografia
Homens que passam muito tempo vendo pornografia na internet parecem ter menos matéria cinzenta em certas partes do cérebro e sofrem redução de sua atividade cerebral, revelou um estudo alemão publicado nos Estados Unidos. Estes efeitos poderiam incluir mudanças na plasticidade neuronal resultante de intensa estimulação no centro do prazer.
Para realizar a pesquisa, os autores recrutaram 64 homens saudáveis com idades de 21 a 45 anos, aos quais pediram para responder a um questionário sobre o tempo que dedicavam a assistir a vídeos pornográficos. O resultado foi, em média, de quatro horas semanais. Os voluntários também foram submetidos a tomografias computadorizadas (MRI) do cérebro para medir seu volume e observar como ele reagia às imagens pornográficas.
Na maioria dos casos, quanto mais pornografia os indivíduos viam, mais diminuía o corpo estriado do cérebro, uma pequena estrutura nervosa bem abaixo do córtex cerebral. Os cientistas também observaram que, quanto maior o consumo de imagens pornográficas, mais se deterioravam as conexões entre o corpo estriado e o córtex pré-frontal, que é a camada externa do cérebro encarregada do comportamento e da tomada de decisões.
Os autores do estudo, no entanto, não puderam provar que estes fenômenos sejam causados diretamente pelo consumo de pornografia e, por isso, afirmam que é necessário continuar com as pesquisas.

## Tratamento
Terapia cognitivo-comportamental tem sido sugerida como um tratamento possivelmente efetivo, baseado no seu sucesso com os viciados em internet, embora nenhum ensaio em clínica tem sido realizado para o acesso eficaz de viciados em pornografia até 2012. Terapia de aceitação e compromisso tem sido apontada como um possível tratamento efetivo para a visualização problemática de pornografia na internet.
Participação em terapias em grupos baseadas em 12 passos podem ser eficientes para o tratamento dessa adicção, como Compulsivos Sexuais Anônimos.

### Pornografiaonline
Algumas clínicas e organizações de suporte recomendam o uso voluntário de filtros de conteúdo, monitoração da internet, ou tanto, a regulação do uso de pornografia online na internet.
O pesquisador sexual Alvin Cooper sugere que há muitas razões para a utilização de filtros como uma medida terapêutica, restringindo o acesso fácil para comportamentos indesejados, encorajando clientes para melhorar o sucesso do tratamento e as estratégias de prevenção de recaídas. A terapeuta cognitiva Mary Anne Layden sugere que filtros podem ser vantajosos para manter o controle com o computador. O pesquisador em dependência de internet David Delmonico disse que, apesar de suas limitações, os filtros de conteúdo servem como uma "linha de frente para a proteção".
O DSM-5 explicitamente rejeitou a qualificação de consumo de pornografia online como um vício.

## Leia mais
- Stafford, Duncan E (2010). Turned On: Intimacy in a Pornized Society (ISBN 978-0-9564987-1-7). Witting Press, Cambridge
- Cooper, Al (2002). Sex and the Internet: A Guidebook for Clinicians (ISBN 1-58391-355-6) Routledge
- Patrick Carnes (1991). Don't Call It Love: Recovery from Sexual Addiction (ISBN 978-0-553-35138-5) Bantam
- P. Williamson, S. Kisser (1989).  Answers In the Heart: Daily Meditations for Men and Women Recovering from Sex Addiction (ISBN 978-0-89486-568-8) Hazelden
- Patrick Carnes (2007). In the Shadows of the Net: Breaking Free of Compulsive Online Sexual Behavior (ISBN 978-1-59285-478-3) Hazelden
- Patrick Carnes (2001). Out of the Shadows: Understanding Sexual Addiction (ISBN 978-1-56838-621-8) Hazelden
- Sex Addicts Anonymous (ISBN 0-9768313-1-7)